# 安东·科钦扬
安东·叶尔万多维奇·科钦扬（俄语：Антон Ервандович Кочинян；1913年10月12日（格里历：10月25日）—1990年1月12日），亚美尼亚族，苏联党和国家领导人。曾任亚美尼亚苏维埃社会主义共和国部长会议主席，亚共中央第一书记等职。

## 生平
- 1913年10月12日（格里历：10月25日）出生于沙俄埃里温省沙加尼村的一个农民家庭。1935年毕业于共产主义高级农业学校。
- 1935年-1937年，地方报社编辑，秘书。
- 1937年-1938年，亚美尼亚共青团阿齐兹别约夫地区团委书记。1938年加入联共（布）。
- 1938年-1939年，亚美尼亚共青团中央人事委员会书记。
- 1939年-1941年，亚美尼亚共青团中央第一书记。
- 1941年-1943年，亚美尼亚共产党（布）埃里温市基洛夫区委第一书记。
- 1943年-1944年，亚共（布）科泰克地区委员会第一书记。
- 1944年-1946年，联共（布）中央组织部高等学校学习。
- 1946年11月-1947年10月，亚共（布）中央第三书记。
- 1947年10月-1948年11月，亚共（布）中央人事委员会书记。
- 1948年11月-1952年3月，亚共（布）中央委员会书记。期间，1950年-1951年，联共（布）中央委员会进修班学习。1952年1月-11月，亚共（布）埃里温州委第一书记。
- 1952年11月-1966年2月，亚美尼亚苏维埃社会主义共和国部长会议主席。期间，1954年-1958年，亚美尼亚苏维埃社会主义共和国外交部长、
- 1966年1月-1974年11月，亚共中央第一书记。
- 1974年11月起退休。
- 1990年1月12日于埃里温逝世，享年77岁。

科钦扬是苏共19-25大代表，第22届中央候补委员，第23-24届中央委员。第4-8届苏联最高苏维埃联盟院代表。

## 为政举措
科钦扬对亚美尼亚的经济和文化进步做出了巨大贡献。他任期内建造了亚美尼亚的第一座核电站--美特萨默核电站，亚美尼亚种族灭绝纪念碑以及埃里温地铁。并且他多次向苏共中央提议解决纳卡问题。

## 荣誉
- 三次列宁勋章
- 二级卫国战争勋章
- 荣誉勋章
- 劳动英勇奖章